# Сиахсенге-Джедид
Сиахсенге-Джедид (перс. سیاه‌سنگ جدید‎) — село на севере Ирана, в остане Тегеран. Входит в состав шахрестана Пардис. Является частью дехестана (сельского округа) Гольхендан бахша Бумехен.

## География
Село находится в центральной части остана, на расстоянии приблизительно 2 километров (по прямой) к югу от города Пардис, административного центра шахрестана. Абсолютная высота — 1653 метра над уровнем моря.

## Население
По данным переписи 2006 года население села составляло 1350 человек (864 мужчины и 486 женщин). В Сиахсенге-Джедиде насчитывалось 414 домохозяйств. Уровень грамотности населения составлял 75,9 %. Уровень грамотности среди мужчин составлял 81,6 %, среди женщин — 65,6 %.
В 2016 году в селе имелось 246 домохозяйств и проживало 497 человек (297 мужчин и 200 женщин).